# Фальк, Карин
Анна Карин Маргарета Фальк (швед. Anna Karin Margareta Falck), урождённая Эдстрём (швед. Edström), в первом браке Сольман (швед. Sohlman); род. 6 февраля 1932 года, Сеффле) — шведский телепродюсер, телеведущая и режиссёр. Одна из первых в Швеции женщин-продюсеров.

## Биография
Карин Эдстрём родилась 6 февраля 1932 года в городе Сеффле, лен Вермланд. Отец Карин умер, когда ей было шесть лет, после чего она, вместе с матерью и младшим братом, переехала в Стокгольм. В юности мечтала стать хоккеисткой.
До начала телевизионной карьеры Карин преподавала историю театра и английский язык в Стокгольмском университете, была автором научных работ о детском театре. Была помощницей Эльзы Олениус — руководительницы стокгольмского Детского театра (ныне — Весенний театр).
Дебютировала на телевидении в 1954 году в качестве автора сценария к фильму Альфа Шёберга «Гамлет», поставленного по одноимённой пьесе Шекспира. В 1955 году поступила на первые в Швеции продюсерские курсы, организованные при содействии Би-би-си. Окончив их, в 1956 году стала продюсером на Шведском радио — одной из первых женщин-продюсеров в истории страны.
На протяжении нескольких десятилетий Карин Фальк работала продюсером и телеведущей на Шведском телевидении. Была ведущей передач Källarklubben и Vi Unga, кафе-программы Halvsju, а также первой в Швеции передачи для молодёжи Lördagsträffen. Продюсировала программы I nöd och lust, Svenssons lördag, Estrad и Gäster med gester, а также мыльные оперы «Универмаг», «Мегаполис» и «Судоходная компания». Параллельно с работой на телевидении занималась театральными и музыкальными постановками, в частности поставила несколько успешных шоу для певицы Лилль-Бабс.
Наибольшую известность Фальк принёс 1975 год, когда она была ведущей двух крупнейших музыкальных мероприятий, прошедших в этом году в Швеции — Melodifestivalen и Евровидения.
Карин Фальк работала на телевидении до 1986 года. Ныне она владеет собственной продюсерской компанией Karin Falck Produktion AB. В 2007 году её удостоили телевизионной премии Kristallen.

### Личная жизнь
Дважды была замужем:

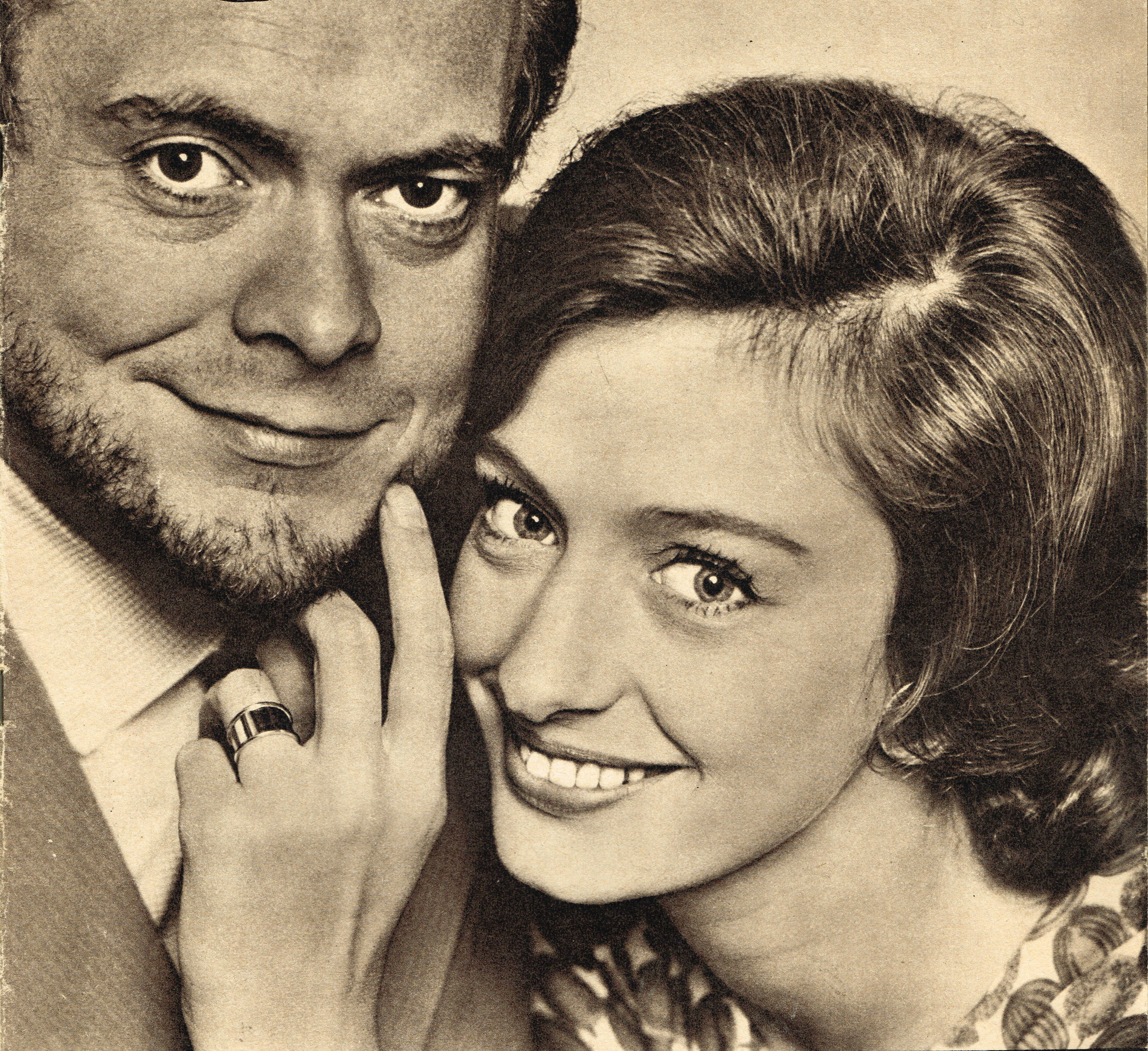
Оке и Карин Фальк. 1960 год

- Первый муж — юрист и государственный деятель Рагнар Сольман[швед.] (1953—1960). Брак окончился разводом.
  - Сын — актёр и режиссёр Рольф Сольман.
    - Внук — художник и поэт Тристан Сольман.

  - Дочь — продюсер Анна Сольман[швед.]
- Второй муж — продюсер и режиссёр Оке Фальк[швед.] (1960—1974), скончался в 1974 году.
  - Дочь — драматург Каролина Фальк[швед.]
- Гражданский супруг — актёр, режиссёр, журналист, писатель и переводчик Ханс Дальберг[швед.] (1980—2018).

Младший брат Карин Фальк — тележурналист Руно Эдстрём (род. 1936). В 1970-х годах он работал вместе с сестрой в программе Halvsju.

## Роли в театре
| Год  | Пьеса                  | Театр        |
| 1977 | Kar de Mummas kavalkad | Folkan       |
| 1985 | Fantomen               | Scalateatern |